# Juozas Janonis

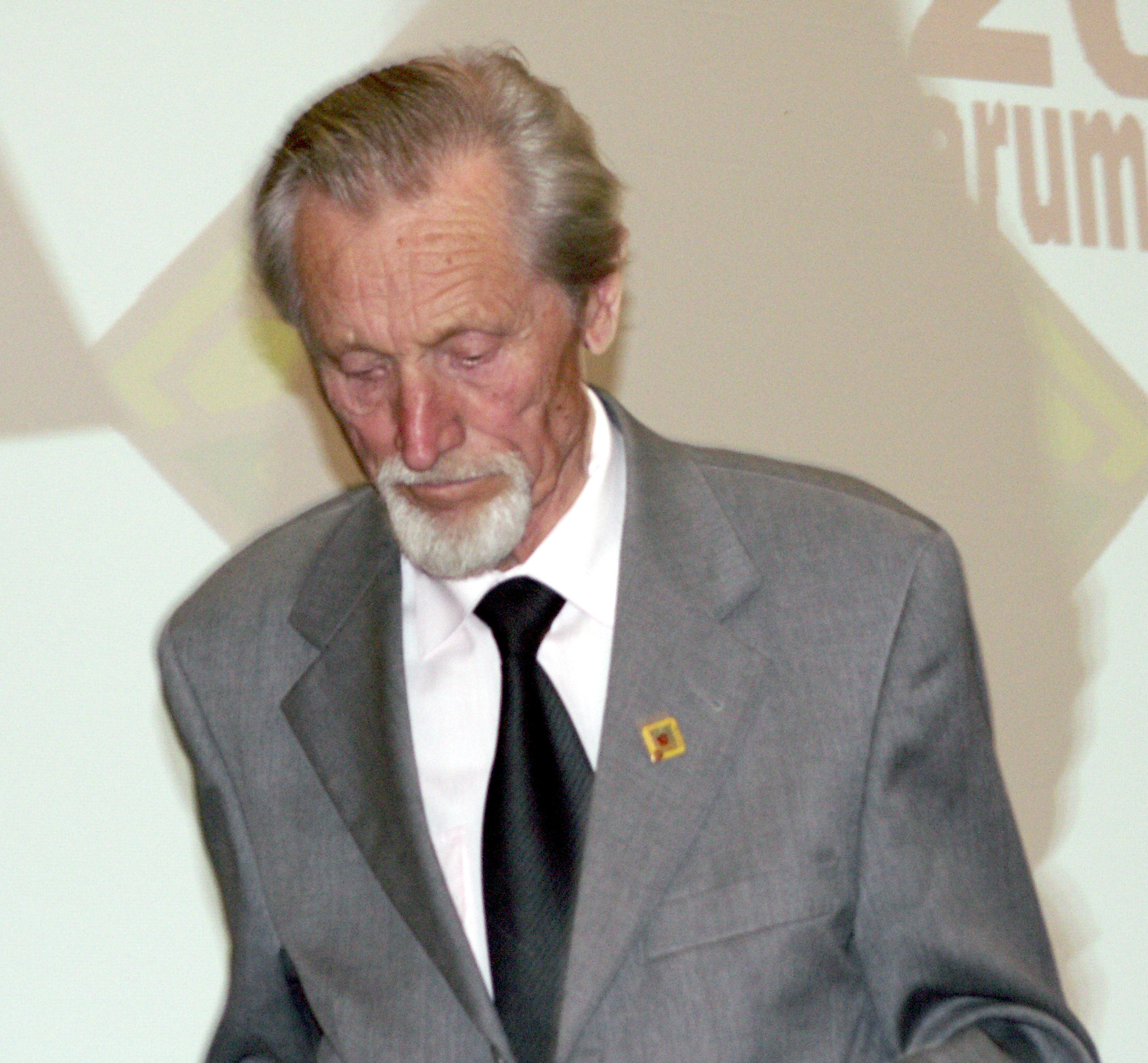
Juozas Janonis

Juozas Janonis (* 9. Juli 1934 in Alytus; † 5. Oktober 2020) war ein litauischer Politiker.

## Leben
Er absolvierte die Regie bei Vilniaus konservatorija.
1961 arbeitete er in Elektrėnai und danach bei Lietuvos elektrinė als Elektriker. Von 1963 bis 1967 war er Direktor von Kulturhaus Elektrėnai. Von 1962 bis 1990 war er Regisseur in der Rajongemeinde Trakai. Von 1967 bis 1990 arbeitete er in Vievis. Von 1992 bis 1993 war er Mitglied im Seimas. Ab 1993 war er Journalist. Von 1995 bis 1997 war er Mitglied im Rat der Gemeinde Trakai.
Von 1989 bis 1991 war er Mitglied von Lietuvos darbininkų sąjunga und ab 1993 der Tėvynės sąjunga.
Er war verheiratet. Mit Frau Julija hatte er drei Söhne.